# Harald Fichtner

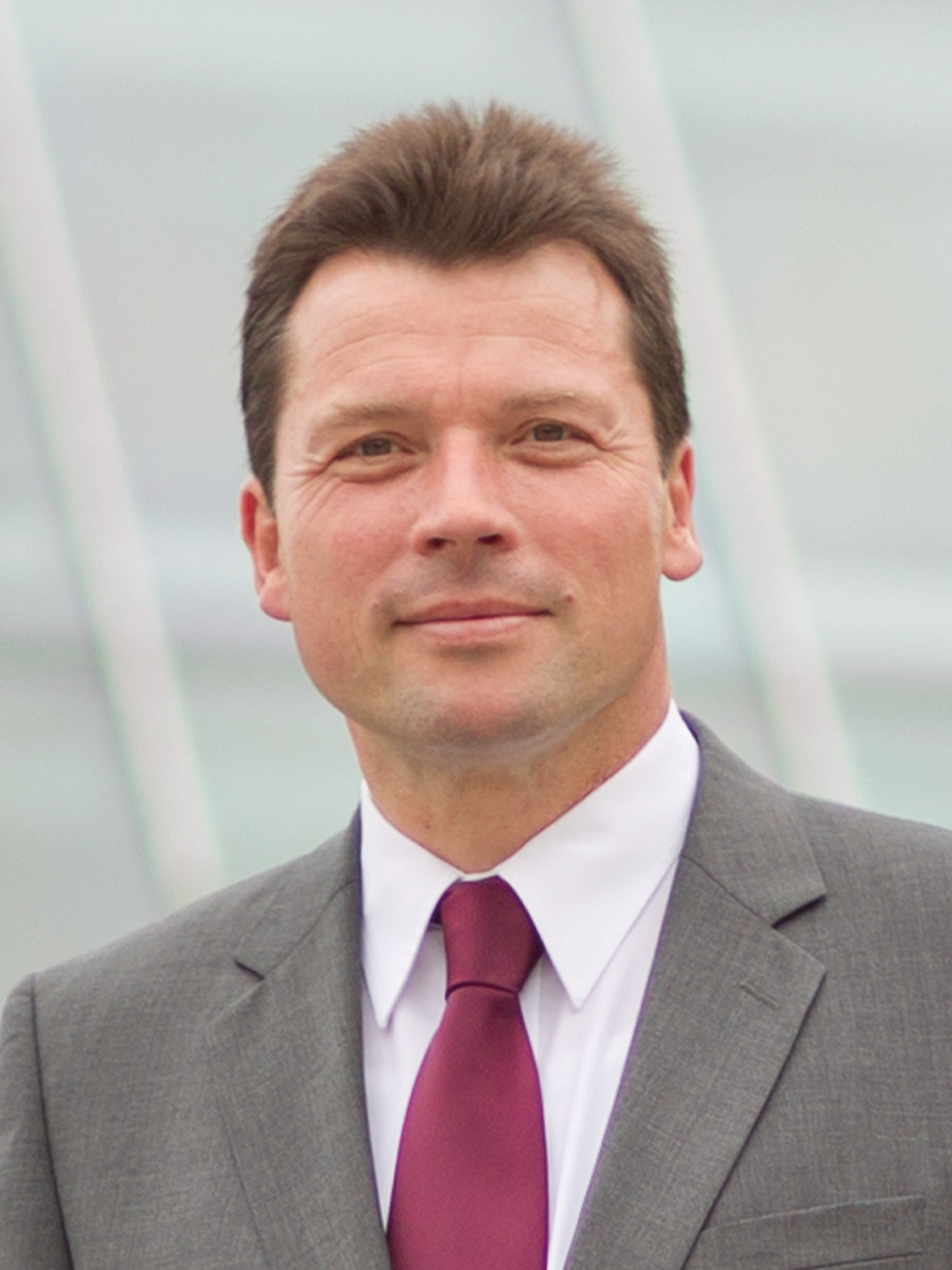
Harald Fichtner (2011)

Harald Fichtner  (* 18. Oktober 1965 in Hof (Saale)) ist ein deutscher Politiker (CSU). Er war vom 1. Mai 2006 bis zum 30. April 2020 Oberbürgermeister der kreisfreien Stadt Hof.

## Leben
Nach dem Abitur am Schiller-Gymnasium Hof im Jahr 1985 absolvierte er eine Ausbildung zum Industriekaufmann in der Textilindustrie. Anschließend studierte er Rechts- und Staatswissenschaften an der Friedrich-Alexander-Universität Erlangen-Nürnberg und der Universität Bayreuth. Er schloss das Studium mit der Promotion zum Dr. jur. ab. 1995 heiratete er seine Frau Teresa. Von 1996 bis 2006 arbeitete er als Rechtsanwalt in seiner Heimatstadt Hof. Er ist Vorsitzender des Stadtmarketingvereins e. V.
Seit Januar 2022 ist Fichtner hauptamtlicher Hochschullehrer an der Hochschule für den öffentlichen Dienst in Bayern, Fachbereich Allgemeine Innere Verwaltung Hof, dort unterrichtet er Europarecht, Verwaltungsprozessrecht, Wirtschaftsverwaltungsrecht, Kommunalrecht und Verwaltungsorganisation. Außerdem engagiert er sich im neu gegründeten Förderverein „Untreusee Freunde Hof“. Fichtner ist verheiratet und hat ein Kind.

## Politik

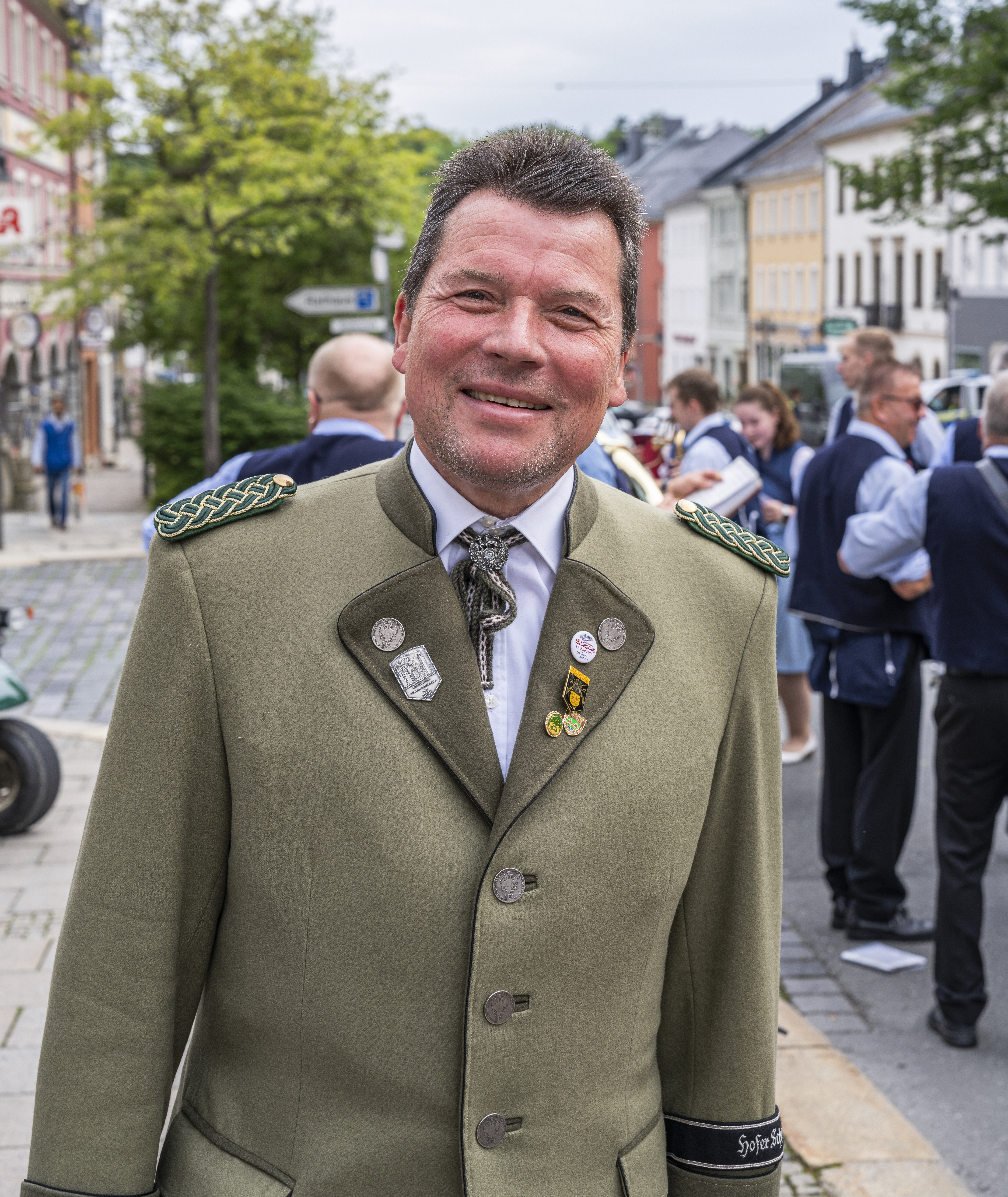
Harald Fichtner am Hofer Schlappentag (2024)

Im Jahr 2000 trat er erstmals als CSU-Kandidat zur Oberbürgermeisterwahl in Hof an. Er unterlag nur knapp dem Amtsinhaber Dieter Döhla. Im März 2006 stellte er sich nochmals als CSU-Kandidat zur Wahl. Diesmal gewann er mit 61,4 % der Stimmen. Seit 2006 ist er Vorsitzender des Regionalen Planungsverbands Oberfranken-Ost und Mitglied im Vorstand des Bayerischen Städtetags. Zudem ist er Vorsitzender des CSU-Kreisverbandes Hof-Stadt.
Am 11. März 2012 wurde er mit 56,4 % der Stimmen im ersten Wahlgang für die auf acht Jahre verlängerte Legislaturperiode bis 2020 wiedergewählt. Fichtners politische Schwerpunkte als Oberbürgermeister lagen nach eigener Darstellung im Management des demographischen Wandels, der Belebung der Innenstadt sowie umfangreichen Sanierungsprojekten in der Kernstadt und den Schulen. Am 29. März 2020 wurde Fichtner nach 14 Jahren Amtszeit in einer Stichwahl mit 45,2 % der Stimmen abgewählt. Nachfolgerin wurde Eva Döhla (SPD).

## Ehrungen
- 2021 wurde Harald Fichtner vom bayerischen Innenminister Joachim Herrmann mit der Kommunalen Verdienstmedaille in Silber ausgezeichnet.[7]
- Am 31. Mai 2023 wurde Harald Fichtner in einer Feierstunde im großen Saal des Hofer Rathauses die Ehrenbürgerwürde der Stadt Hof verliehen.[8]

## Publikationen
- Die Fraktion im bayerischen Gemeinderecht. PCO, Bayreuth 1997, ISBN 3-931319-09-1.